# Vimmerby
Vimmerby est une ville de Suède, chef-lieu de la commune de Vimmerby dans le comté de Kalmar. 7 827 personnes y vivent.

## Histoire
Des signes d'occupation dès l'âge de pierre furent découvertes à Vimmerby. Des tombes datant de l'âge des Vikings ont été découvertes à Gästgivarehagen, où il y avait des perles de verre et des pierres semi-précieuses ainsi que des boucles, y compris des fermoirs ovales. Une boucle en bronze, représentant la tête d'un animal, fut trouvée dans le Grand Camp. La vie urbaine de Vimmerby est mentionnée dans une lettre datée de 1350 amis la première mention date de 1253.
En 1532, Gustav Vasa a restreint les droits de la ville, dans le cadre de sa lutte contre la Ligue hanséatique dans laquelle donnait la priorité aux villes côtières. Charles IX a restitué les droits de la ville en 1604. À cet égard, la ville a dû renoncer à son droit d'effectuer le transport maritime depuis Figeholm. Ce droit a été transféré aux villes de Kalmar et de Västervik. En retour, Vimmerby a acquis des droits étendus de marché. En 1689, le droit de la ville de commercer avec des bœufs fut confirmé dans tout le Småland.
Storgatan (la grand' rue) a laissé son aspect médiéval à la ville et au centre-ville où plusieurs maisons en bois sont uniques et bien conservées. La ville était un marché pour les agriculteurs d’Östergötland et des environs.

## Personnalités
- Astrid Lindgren
- Per Karl Hjalmar Dusén, explorateur et botaniste
- Thomas Ravelli, footballeur suédois